# Polyrhachis villipes
Polyrhachis villipes är en myrart som beskrevs av Smith 1857. Polyrhachis villipes ingår i släktet Polyrhachis och familjen myror.

## Underarter
Arten delas in i följande underarter:
- P. v. noesaensis
- P. v. villipes